# 13817 Genobechetti
13817 Genobechetti eller 1999 RH39 är en asteroid i huvudbältet som upptäcktes den 8 september 1999 av Catalina Sky Survey projektet. Den är uppkallad efter Geno Bechetti.
Asteroiden har en diameter på ungefär 18 kilometer och den tillhör asteroidgruppen Ursula.